# Mitch McConnell
Addison Mitchell "Mitch" McConnell, Jr. (Tuscumbia, 20 de fevereiro de 1942) é um político estadunidense, atualmente senador pelo estado de Kentucky. Foi o líder do Partido Republicano no senado federal entre 2015 e 2025.
McConnell têm posições majoritariamente conservadoras, embora tenha sido considerado um pragmático e moderado no começo da sua carreira política. Ele se opôs a leis de reforma de financiamento de campanhas eleitorais, apoiando a decisão da Suprema Corte conhecida como Citizens United v. FEC, que permitiu que empresas doassem dinheiro de forma ilimitada para campanhas políticas. Durante o governo Obama, McConnell adotou uma postura de obstrucionismo total para barrar a agenda dos Democratas no Congresso. Ele não via problemas em se contradizer, barrando nomeações judiciárias, impedindo que leis fossem votadas e detendo qualquer esforço de bipartidarismo que não beneficiasse seu próprio partido e interesses políticos. Muitos analistas e estudiosos acreditam que McConnell foi um dos principais contribuidores para a atual divisão política e erosão da democracia e confiança do público americano no Congresso.

## Primeiros anos
McConnell nasceu em Tuscumbia no Alabama, filho de Julia Shockley e Mitchell Addison McConnell.
McConnell foi criado no sul de Louisville, no Kentucky, onde estudou na Dupont Manual High School, e em 1964 ele se formou pela Universidade de Louisville com um BA em Ciências Políticas. Ele foi presidente do corpo docente e membro da fraternidade Phi Kappa Tau. Ele se formou em 1967 na Universidade de Kentucky College of Law, onde ele foi eleito presidente da Ordem dos Advogados do Estudantes.

## Serviço militar
McConnell se tornou membro da Divisão 100, que pertencia a reserva do Exército dos Estados Unidos, em Louisville, no Kentucky, ficou ativo durante seis meses de 1967. Após a indução em Fort Knox, no Kentucky, McConnell ficou na ativa em agosto de 1967. McConnell recebeu baixa do exército por neurite óptica.

## Início da carreira política
Em 1967, ganhou experiência no Congresso quando passou a integrar a equipe do senador John Sherman Cooper (R-KY). Mais tarde, ele foi assistente do senador Marlow Cozinhe (R-KY) e foi procurador geral adjunto do presidente Gerald R. Ford. De 1978 até sua eleição para o Senado, ele foi juiz do Condo de Jefferson.

## Senador dos Estados Unidos (R-KY)
Em 1984, McConnell decidiu concorrer ao senado, competindo contra o senador Walter Dee Huddleston. A disputa foi acirrada, McConnell venceu por uma margem de 5 200 votos, num total de 1 800 000 votos, pouco mais de 0,4%. McConnell foi o único republicano a vencer um senador em exercício, apesar da vitória esmagadora do presidente Ronald Reagan. Parte do sucesso da campanha de McConnell foi graças a uma campanha de televisão chamado Onde está Dee.
Em 1990, McConnell concorreu a reeleição contra ex-prefeito de Louisville Harvey I. Sloane, vencendo por 4,5% de diferença. Em 1996, ele derrotou Steve Beshear, assim como Bill Clinton venceu no estado por 0,96%. Em 2002, foi reeleito com a maior porcentagem para um candidato ao senado pelo Kentucky, sendo 64,7%. Em 2008, derrotou o democrata Bruce Lunsford na eleição geral.

### Liderança
Durante as eleições de 1998 e 2000, McConnell foi presidente do Comitê Nacional do Partido Republicano no senado. Os republicanos mantiveram o controle do Senado em ambas as eleições. McConnell foi eleito pela primeira vez como líder da maioria no Congresso (United States Senate Majority Leader) e reeleito por unanimidade em 17 de novembro de 2004. O senador Bill Frist, líder da maioria, não tentou a reeleição nas eleições de 2006. Em novembro de 2006, depois de os republicanos perderam o controle do Senado, elegeram McConnell para substituir Frist como líder da minoria (United States Senate Minority Leader).
Entre 2014 e 2021 os republicanos mantiveram a maioria no Senado, dando a Mitch o comando da maioria.

### Comitês
- Agricultura, Nutrição e Florestas
  - Subcomitê de Revitalização Rural, Conservação de Florestas, e de Crédito
  - Subcomitê sobre Marketing interno e externo, Inspeção e Sanidade Animal e Vegetal
  - Subcomitê de Nutrição de Agricultores, Fome e da Família
- Comitê de Apropriações
  - Subcomitê Agricultura, Desenvolvimento Rural, e agências relacionadas
  - Subcomitê de Comércio, Justiça, Ciência e agências relacionadas
  - Subcomitê de Defesa
  - Subcomitê de Desenvolvimento de Energia e Água
  - Subcomitê de Construção Militar e Assuntos dos Veteranos e entidades correlatas
  - Subcomitê dos Programas Estaduais de Operações Exteriores, e relacionadas
- Comitê de Normas e Administração
- Comitê de Inteligência

### Posições politicas

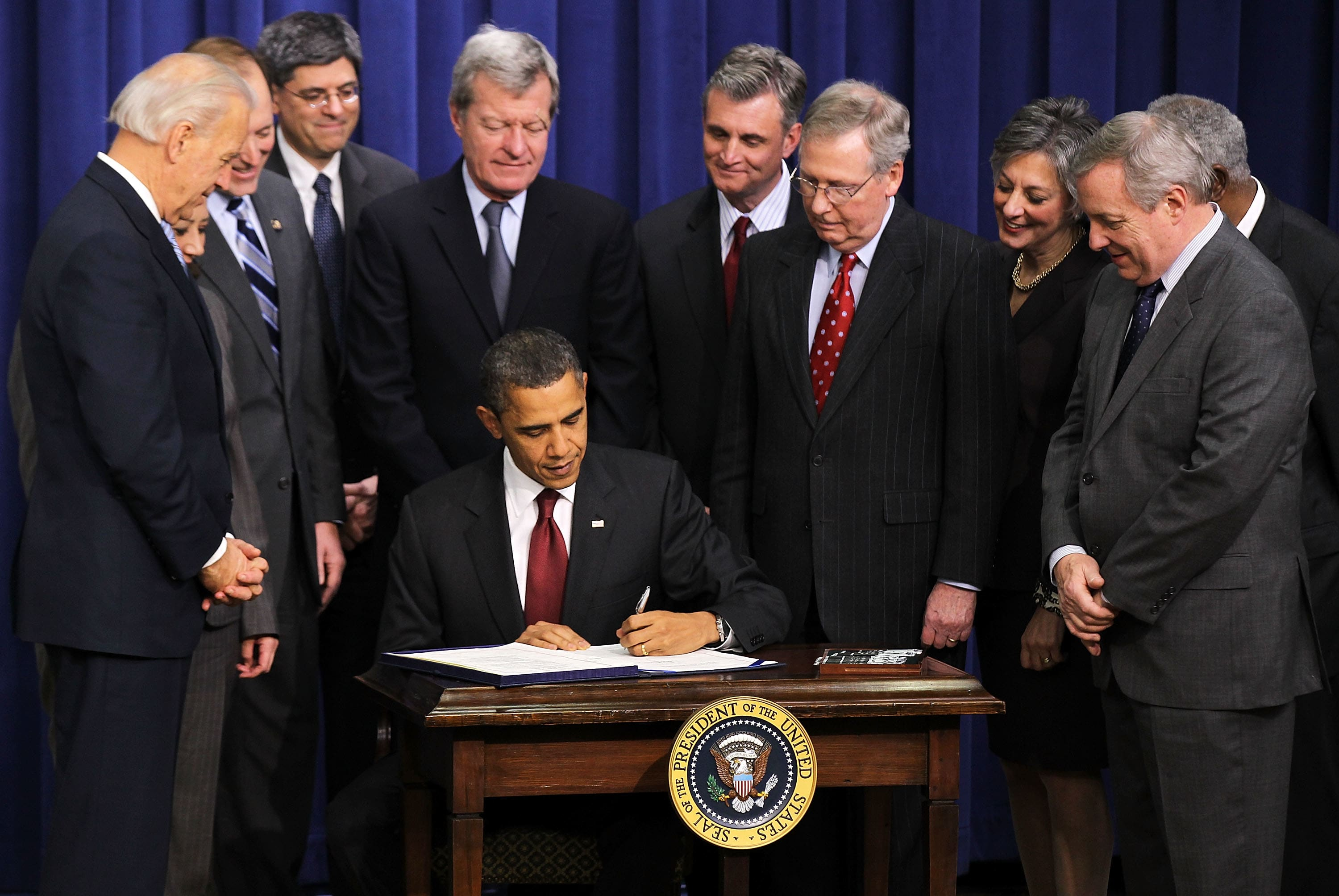
McConnell á direita do Presidente Obama, que assina cortes de impostos e a legislação do seguro-desemprego em 17 de dezembro de 2010

McConnell é um kingmaker na política do Kentucky. Embora ele seja considerado por muitos como um conservador ardente, ele se distanciou da maioria de seu partido, apoiando os earmarks e opondo-se à Emenda Flag Desecration.
McConnell tem apoiado várias medidas de controle de armas apresentadas pelos democratas, incluindo a Bill Crime 1991 S.1241 patrocinada pelo então senador Joseph Biden, que instituiu um período de espera nacional para a compra de arma, bem como a proibição federal de armas semiautomáticas. Em 1998, McConnell votou a favor do projeto da senadora Barbara Boxer que exige a compra de um bloqueio do gatilho com a venda de cada arma.
Além da regulamentação de armas de fogo, McConnell também tem apoiado iniciativas de controle de armas nucleares, como o tratado START I, que ele votou, em 1992, descrevendo-o como "um acordo excelente".
McConnell também é conhecido por sua oposição à regulamentação do financiamento de campanha. Ele argumenta que os regulamentos reduzem a participação em campanhas políticas e protegem os candidatos incumbentes. Ele liderou o movimento contra o Bipartisan Campaign Reform Act, chamando-o de "nem justo, nem equilibrado, nem constitucional".
Em agosto de 2007 McConnell apresentou o Protect America Act de 2007, que permitia a Agência de Segurança Nacional a permissão monitorar telefones suspeitos de terrorismo dentro e fora dos Estados Unidos sem a obtenção de um mandado.

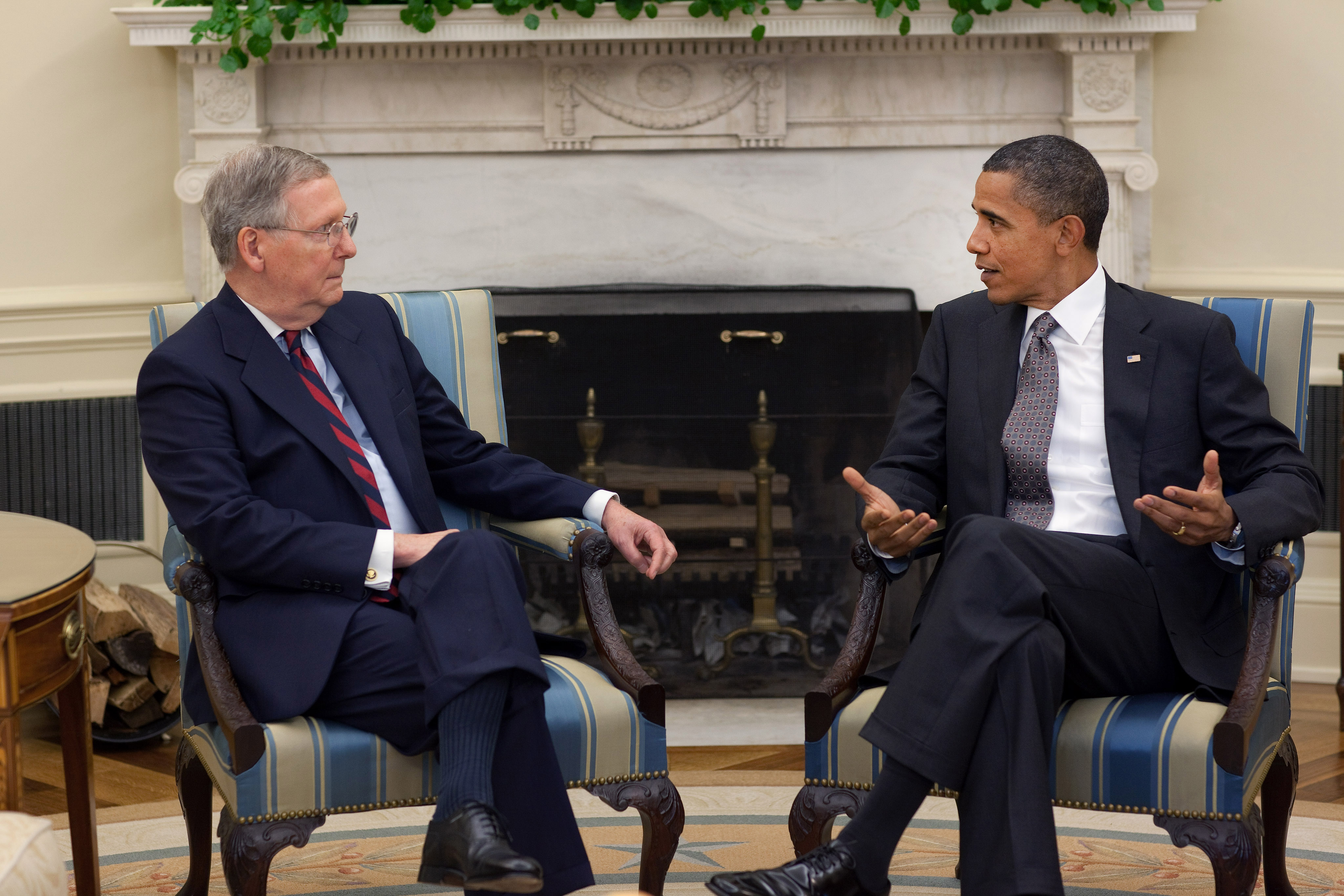
McConnell em reunião com o presidente Barack Obama.

McConnell foi o autor da Lei de Redução do Preço de Gás. O GPRA exige mais exploração de petróleo doméstico, para tentar conter os preços da gasolina.
Em 21 de abril de 2009, McConnell fez um discurso no Senado criticando presidente dos Estados Unidos Barack Obama sobre os planos de fechar a Baía de Guantánamo campo de detenção em Cuba. Durante o discurso, ele sugeriu que os planos de Obama de fechamento pode resultar no lançamento de "assassinos" para os Estados Unidos. Ele também afirmou que o Departamento de Defesa identificou 18 ex-prisioneiros de Guantánamo que supostamente retornaram a ter uma vida criminosa, a quem ele chamou de "reincidentes".
McConnell se opôs à legislação do presidente Barack Obama de reforma da saúde, ele votou contra a Lei de Proteção do Paciente e Cuidados em dezembro de 2009, e ele votou contra a Lei da Saúde e da Educação de 2010.